# 易武柯
易武柯（学名：Lithocarpus farinulentus）为壳斗科柯属下的一个种。

## 扩展阅读
- 維基物種上的相關：易武柯